# Dancing Co-Ed
Dancing Co-Ed je americká hudební romantická komedie režiséra S. Sylvana Simona z roku 1939, natočená na námět povídky The Dancing Coed Alberta Treynora.

## Děj
Henry S. Workman (Thurston Hall), mocný boss Monarch-Studios v Hollywoodu, zuří: jednomu z jeho drahých projektů, do nějž již investoval značnou sumu, hrozí krach, protože hlavní hvězda Toddy Tobin (Mary Beth Hughes) otěhotněla. Měla se svým mužem Freddym (Lee Bowman) zářit v hlavních rolích, což je teď samozřejmě nemožné.
Joe Drews (Roscoe Karns), Workmanův poradce, si hned ví rady: stačí uspořádat celostátní soutěž v tanci a mezi nejhezčími studentkami Ameriky vybrat Freddymu novou partnerku. Vítězka soutěže je Drewsovi známá od začátku. Patty Marlow (Lana Turner), kterou hodlá upřednostnit, má dostatek talentu i krásy. Drewsovi nedá mnoho práce dostat ji na školu.
Naneštěstí studuje na stejné škole Pug Braddock (Richard Carlson), budoucí žurnalista, který pojme podezření, že s vypsanou soutěží není něco v pořádku, a rozhodne se dle něj na školu nasazenou budoucí vítězku vypátrat. Patty by tomu samozřejmě ráda zabránila, a proto se mu rozhodne v hledání „pomáhat“, aby se tak sama nevystavila zkoumání. Patty se skutečně vyhne podezření, avšak do Puga se zamiluje.
Po několika humorných peripetiích, kdy oběma hrozí vyloučení ze školy, však Patty nesnese přetvářku a Pugovi vyzradí celou pravdu. Ten se jí nejprve snaží ve vítězství zabránit a zorganizuje její únos, nakonec ji ale na soutěž v poslední chvíli dopraví. Tam však již byla dlouho očekávána, a aby se mohla ještě zúčastnit, musela vystoupit Pattyna kamarádka, která tak měla získat čas, jenomže se natolik zalíbila Henry Workmanovi, že angažuje ji, a pro Patty už nezbude místo. Patty má ale svého Puga a spokojení jsou nakonec všichni.

## V hlavních rolích
- Lana Turner - Patty Marlow
- Richard Carlson - Michael 'Pug' Braddock
- Artie Shaw - Artie Shaw
- Ann Rutherford - Miss Eve Greeley
- Lee Bowman - Freddy Tobin
- Thurston Hall - Henry W. 'H.W.' Workman
- Leon Errol - Sam 'Pops' Marlow

## Zajímavosti
- V hlavní roli se měla původně objevit Eleanor Powell, ale studio se posléze rozhodlo pro tehdy ještě nepříliš známou Lanu Turner.